# Mariola Chomczyńska-Rubacha
Mariola Kinga Chomczyńska-Rubacha primo voto Miliszkiewicz (ur. 18 lipca 1957 w Lublinie, zm. 6 lutego 2017 w Radawcu Dużym) – polska pedagog, profesor nauk humanistycznych, nauczyciel akademicki Instytutu Nauk Pedagogicznych Uniwersytetu Mikołaja Kopernika w Toruniu.

## Biografia
Ukończyła studia pedagogiczne na Wydziale Pedagogiki i Psychologii UMCS w Lublinie w 1980, w 1990 obroniła pracę doktorską. Pracowała jako nauczyciel akademicki w UMCS w Lublinie i na Wydziale Nauk Pedagogicznych UMK w Toruniu; była także kierownikiem Katedry Pedagogiki Szkolnej. W 1989 uzyskała stopień doktora na podstawie rozprawy pt. Efektywność metod aktywizujących w procesie rozwijania umiejętności wychowawczych nauczycieli. W 2002 uzyskała habilitację na podstawie swego dorobku naukowego i obronie pracy pt. Edukacja seksualna w społeczeństwie współczesnym. Konteksty pedagogiczne i psychospołeczne. W 2012 otrzymała tytuł naukowy profesora. Od 2016 pełniła funkcję na stanowisku profesora zwyczajnego.
Zmarła 6 lutego 2017. 10 lutego 2017 została pochowana na cmentarzu przy ul. Białej w Lublinie.

## Publikacje
- „Ukryte przekazy w podręcznikach edukacji seksualnej”
- „Równość rodzajowa w edukacji jako konstrukt teoretyczny i praktyka oświatowa”
- „Standardy rozwojowe edukacji seksualnej”
- “The values underlying teachers` and employers` expectations”
- „Educational strategies of teachers with various senses of efficacy”
- "Ethical orientations of young women in Poland and Serbia: comparative studies”
- "Readiness to Resist: Biological Sex and the Cultural Definition of Femininity and Masculinity”
- "Psychosocial and organizational aspects of didactic achievement: sex, school-type, and selfesteem”[1]